# Продукти збагачення корисних копалин
Продукти збагачення корисних копалин — концентрат (один або декілька) і відходи, які отримують у процесі збагачення корисних копалин. Крім того, у процесі збагачення можуть бути отримані проміжні продукти.
Концентрати — продукти збагачення, у яких зосереджена основна кількість цінного компонента. Концентрати в порівнянні зі збагачуваним матеріалом характеризуються значно вищим вмістом корисних компонентів і нижчим вмістом пустої (порожньої) породи та шкідливих домішок.
Відходи — продукти збагачення, у яких зосереджена основна кількість порожньої породи, шкідливих домішок і невелика (залишкова) кількість корисних компонентів.
Одна з проблем при збагаченні корисних копалин — раціональне використання відходів, складування яких пов'язане зі значними матеріальними витратами. Відходи можуть бути використані у промисловості будівельних матеріалів і добрив, керамічній і скляній. Разом з цим вміст корисних компонентів у відходах повинен бути мінімально можливим, тому що втрати у відходах стають безповоротними після їх використання в інших галузях промисловості.
Проміжні продукти (промпродукти) — це механічна суміш зростків з розкритими зернами корисних компонентів і порожньої породи. Промпродукти характеризуються нижчим у порівнянні з концентратами і вищим у порівнянні з відходами вмістом корисних компонентів.
Якість корисних копалин і продуктів збагачення визначається вмістом цінного компонента, домішок, супутніх елементів, а також вологістю і крупністю.
Цінним (корисним) компонентом називають хімічний елемент або природну сполуку, для одержання яких добувається корисна копалина (напр., Fe у залізних рудах, Cu у мідних рудах).
Домішками називають хімічні елементи або природні сполуки, що містяться в корисній копалині у невеликих кількостях. Домішки можуть бути корисними і шкідливими; корисні поліпшують якість цінного компонента, а шкідливі — погіршують (напр., V, W, Mn, Cr — корисні домішки в залізних рудах, а S, P — шкідливі).
Супутніми називають цінні елементи, що містяться в корисній копалині у невеликих кількостях, і їхнє вилучення економічно доцільне тільки тому, що вони добуваються з надр попутно з основним компонентом (наприклад, благородні метали в поліметалічних рудах). Супутні елементи при збагаченні виділяють або в самостійний продукт, або в колективний продукт з основним цінним компонентом. З колективного продукту супутні елементи вилучають у процесі металургійної або хімічної переробки.
Мінерали, що не містять цінних компонентів, називають порожньою породою. При збагаченні вони разом зі шкідливими домішками направляються у відходи і видаляються у відвал.